# ボウマン郡 (ノースダコタ州)
ボウマン郡（英: Bowman County）は、アメリカ合衆国ノースダコタ州の南西隅に位置する郡である。2010年国勢調査での人口は3,151人であり、2000年の3,242人から2.8％減少した。郡庁所在地はボウマン市（人口1,650人）であり、同郡で人口最大の自治体でもある。

## 歴史
ボウマン郡は、1883年にダコタ準州議会が創設したが、町ができなかったために1903年に一旦廃止された。1907年に当時のノースダコタ州知事ジョン・バークの声明によって再設立された。郡名はダコタ準州議会の1883年会期で下院議員を務めたエドワード・M・ボウマンに因んで名付けられた。1907年7月5日に郡政府が初めて組織化され、ボウマン市がこのとき以来一貫して郡庁所在地である。

## 地理
アメリカ合衆国国勢調査局に拠れば、郡域全面積は1,167平方マイル (3,022.5 km2)であり、このうち陸地は1,162平方マイル (3,009.6 km2)、水域は5平方マイル (12.9 km2)で水域率は0.42％である。

ボウマン郡の詳細図

### 隣接する郡
- スロープ郡 - 北
- アダムズ郡 - 東
- ハーディング郡 (サウスダコタ州) - 南
- ファロン郡 (モンタナ州) - 西

### 主要高規格道路
- アメリカ国道12号線
- アメリカ国道85号線
- ノースダコタ州道67号線

## 人口動態
以下は2000年の国勢調査による人口統計データである。
| 基礎データ - 人口: 3,242人 - 世帯数: 1,358 世帯 - 家族数: 890 家族 - 人口密度: 1人/km2（3人/mi2） - 住居数: 1,596軒 - 住居密度: 1軒/km2（1軒/mi2） 人種別人口構成 - 白人: 98.98% - アフリカン・アメリカン: 0.03% - ネイティブ・アメリカン: 0.15% - アジア人: 0.03% - その他の人種: 0.15% - 混血: 0.65% - ヒスパニック・ラテン系: 0.68% 先祖による構成 - ドイツ系：41.1％ - ノルウェー系：28.1％ - アイルランド系：5.3％ - ポーランド系：5.0％ 年齢別人口構成 - 18歳未満: 24.1% - 18-24歳: 5.3% - 25-44歳: 24.6% - 45-64歳: 24.2% - 65歳以上: 21.8% - 年齢の中央値: 43歳 - 性比（女性100人あたり男性の人口） - 総人口: 94.6 - 18歳以上: 96.6 | 世帯と家族（対世帯数） - 18歳未満の子供がいる: 29.5% - 結婚・同居している夫婦: 59.5% - 未婚・離婚・死別女性が世帯主: 4.1% - 非家族世帯: 34.4% - 単身世帯: 31.5% - 65歳以上の老人1人暮らし: 17.2% - 平均構成人数 - 世帯: 2.32人 - 家族: 2.95人 収入と家計 - 収入の中央値 - 世帯: 31,906米ドル - 家族: 39,485米ドル - 性別 - 男性: 28,682米ドル - 女性: 17,992米ドル - 人口1人あたり収入: 17,662米ドル - 貧困線以下 - 対人口: 8.2% - 対家族数: 5.9% - 18歳未満: 9.9% - 65歳以上: 10.4% |

## アメリカ海軍の艦船
第二次世界大戦時のアメリカ海軍の戦車揚陸艦USSボウマンカウンティはこのボウマン郡に因んで名付けられた。

## 都市と町

### 都市
- ボウマン
- ガスコイン
- ラム
- スクラントン

注: ノースダコタ州の法人化された自治体は、その大きさに拠らず全て「市」になる

### 郡区
| - アデレイド - アモール - ボウマン - ボイセン - ブエナビスタ - フィッシュバイン - ガスコイン - ジェム | - ゴールドフィールド - グレインベルト - グランドリバー - ヘイリー - ラッド - ラングバーグ - マリオン - ミネハハ | - ネボー - ラム - スクラントン - スター - スティルウォーター - サニースロープ - タルボット - ホワイティング |